# 李肇星
李肇星（1940年10月20日—），男，山东胶县人，中华人民共和国外交官。北京大学西語系毕业，曾任中华人民共和国外交部部长、第十一届全国人大常委会委员、全國人大外事委员会主任委员。任职外交部后，受聘为北京大学教授。他还被聘任为南开大学周恩来政府管理学院的名誉院长。
現任中國人民外交學會名譽會長，商丘工学院名誉校长。

## 生平
出生于山東省胶县（后划为山东省胶南县，现为青岛市黄岛区）。就讀北京大學西語系期間，曾與後來成為朝鮮內閣副總理的姜錫柱為同一宿舍的室友。1964年大学毕业后，李肇星被选派到北京外國語學院進修；毕业后，就进入中国人民外交学会任职。不久，因“文化大革命”他被下放到山西、江西等地的干校、农场进行劳动。1969年，在广东经历了牛田洋风灾。1970年復職后，李肇星被派赴駐中華人民共和國駐肯尼亞大使館工作。七年后回国，出任中华人民共和国外交部新闻司科员、副处长；1983年，出任驻莱索托王国大使馆一秘。此时，年过四十的李肇星只是外交部的一位处级干部；然而日后的政治转折，就来自于他在新闻司的工作表现。而当时担任新闻司司长的，正是钱其琛。
1985年李肇星回国，历任外交部新闻司副司长、司长，外交部发言人等职；1990年升任外交部部长助理；1993年任中國駐联合国代表；两年后，升任副外长；旋即被任命为中國駐美國大使。三年任期结束后，李肇星继续担任副外长的职务，同时担任部党委书记。2003年3月17日，经国务院总理温家宝提名，国家主席胡锦涛发布第二号中华人民共和国主席令，根据中华人民共和国第十届全国人民代表大会第一次会议的决定，李肇星被任命为外交部部长。
因为年龄到限，2007年4月27日，李肇星被全国人大常委会免去了外长职务。但维基解密声称，李肇星下台是由于胡锦涛在2006年访美时未获国宴款待、致词时遭法轮功抗议以及司仪将“中华人民共和国国歌”念成“中华民国国歌”等失误所致。2008年3月，在第十一届全国人民代表大会第一次會議上，他當選為第十一届全国人大常委会委員、全國人大外事委員會主任委員。2013年3月退休。
2022年元旦入駐bilibili，並發佈了一條视频，然而自此以後並沒有任何更新。
2023年9月7日，已经退休十余年的李肇星成为中澳高级别对话第七次会议中国代表团负责人。

## 评价
由于李肇星常于记者招待会时引用古人的诗句或自己作诗，他被部分大陆媒体称为“诗人部长”或“诗人外交家”。但由于在台湾问题上的立场强硬，加之使人印象深刻的个人形象，一部分人称他为“脾气不好部长”。因此，部分台灣民眾對其持否定态度。部分台湾媒体认为其“言詞狂妄”。在一些外交场合，他也被认为缺乏外交官风度，甚至有人称其为「红卫兵大使」（Red Guard Ambassador），「斗鸡公」（Fighting cock）。李肇星去职外交部后，受聘为北京大学教授，因发表言论称“我挨饿过，我知道什么是人权，你挨饿过吗？”，受到媒體關注。
2012年3月5日，中國全國人大新聞發言人李肇星在全國人大會議記者會中說：中國太大，有的地方交通不便，所以不便直選。遭網民諷刺他不懂常識。

## 荣誉

### 外国勋章奖章
- 墨西哥阿兹特克雄鹰大绶勋章（西班牙语：Orden Mexicana del Águila Azteca）（墨西哥，2006年11月16日公布[10]，2006年11月17日于河内颁发[11]）
- 中非功绩大军官勋章（中非共和国，2007年1月5日于班吉颁发[12]）

## 家庭
李肇星的妻子是秦小梅，曾任中国驻联合国代表参赞和外交部驻香港特派员公署国际组织部副主任。岳父是原国家主席刘少奇的秘书、原中华人民共和国外交部领事司司长，中国著名外交家秦力真。
兒子：李禾禾, 先後就讀於芳草地小學和北京四中, 本科畢業於賓夕法尼亞大學沃頓商學院，持有哈佛大學商學院MBA學位。他于2006年3月2日在中国创建北京归创科技有限公司，旗下的99宿舍网独家经营中国四、六级考试分数的查询工作。兒媳阎晶晶，为中国著名歌唱演员阎维文之女。
内侄女：秦枫（1980年8月3日-），北京人，成长在外交世家。国际关系硕士；海外留学八年，2006年2月至2011年12月担任凤凰卫视记者，2011年12月出任香港卫视采访总监；祖父秦力真及外祖父杨琪良都是中共老一辈外交家。2013年4月在災區採訪李克強。

## 著作
- 《青春中国》
- 《李肇星诗选》
- 《莎士比亚戏剧故事全集》
- 《彩色的土地—肯尼亚游记》